# Schron amunicyjny „Kosocice”
Schron amunicyjny „Kosocice” – został zbudowany w latach 1913–1914.
Obiekt znajduje się koło kościoła, koło ulic Cechowej i Niebieskiej, oraz na początku ul. Rżąckiej w Krakowie. Zabytek jest bardzo zaśmiecony i śmierdzący. Jest w coraz gorszym stanie.
Obiekt obsypany jest od czoła i boków ziemią. Schron zachowany jest w złym stanie, elementy wyposażenia zostały zezłomowane, jest mocno zaśmiecony.(stan na 2007)